# Pterostichus melanarius
Espèce
Pterostichus melanarius, le carabe noir des jardins, est une espèce d'insectes coléoptères de la famille des Carabidae.
Longs de 15 à 20 mm, ils sont carnivores et charognards. Ils aident les jardiniers en dévorant les pucerons et autres nuisibles. Le stade larvaire dure deux ans et ils ne vivent sous forme adulte que deux mois.